# Победници светских првенстава у атлетици на отвореном — 20 километара ходање
Дисциплина ходања на 20 километара у мушкој конкуренцији налази се програму светских првенстава у атлетици од Светског првенства 1983. у Хелсинкију.
Навише успеха у појединачној конкуренцији имао је Еквадорац Џеферсон Перез који је три пута освојио златну медаљу (2003, 2005. и 2007.) и једну сребрну (1999.). У екипној конкуренцији, Шпанија предњачи са укупно 11 медаља, испред Италије и Еквадора. Рекорд Светских првенстава држи Џеферсон Перез који је у Паризу 2003. преходао 20 километара за један сат, 17 минута и 21 секунду.
Освајачи медаља на светским првенставима и њихови резултати приказани су у следећој табели. Резултати су дати у формату сати:минути:секунде.
| Светско првенство       |                                 |             |                                   |         |                                      |         |
| Хелсинки 1983. детаљи   | Ернесто Канто · Мексико         | 1:20:49 РСП | Јозеф Приблинец · Чехословачка    | 1:20:59 | Јевгениј Јевсјуков · Совјетски Савез | 1:21:08 |
| Рим 1987. детаљи        | Маурицио Дамилиано · Италија    | 1:20:45 РСП | Јозеф Приблинец · Чехословачка    | 1:21:07 | Хозе Марин · Шпанија                 | 1:21:24 |
| Токио 1991. детаљи      | Маурицио Дамилиано · Италија    | 1:19:37 РСП | Михаил Шчеников · Совјетски Савез | 1:19:46 | Јевгениј Мисјуља · Совјетски Савез   | 1:20:22 |
| Штутгарт 1993. детаљи   | Валенти Масана · Шпанија        | 1:22:31     | Ђовани де Бенедиктис · Италија    | 1:23:06 | Даниел Плаза · Шпанија               | 1:23:18 |
| Гетеборг 1995. детаљи   | Микеле Дидони · Италија         | 1:19:59     | Валенти Масана · Шпанија          | 1:20:23 | Јевгениј Мисјуља · Белорусија        | 1:20:48 |
| Атина 1997. детаљи      | Даниел Гарсија · Мексико        | 1:21:43     | Михаил Шчеников · Русија          | 1:21:53 | Михаил Хмелницки · Белорусија        | 1:22:01 |
| Севиља 1999. детаљи     | Иља Марков · Русија             | 1:23:34     | Џефересон Перез · Еквадор         | 1:24:19 | Даниел Гарсија · Мексико             | 1:24:31 |
| Едмонтон 2001. детаљи   | Роман Расказов · Русија         | 1:20:31     | Иља Марков · Русија               | 1:20:33 | Виктор Бурајев · Русија              | 1:20:36 |
| Париз 2003. детаљи      | Џефересон Перез · Еквадор       | 1:17:21 РСП | Пакуило Хернандез · Шпанија       | 1:18:00 | Роман Расказов · Русија              | 1:18:07 |
| Хелсинки 2005. детаљи   | Џефересон Перез · Еквадор       | 1:18:35     | Пакуило Хернандез · Шпанија       | 1:19:36 | Хуан Мануел Молина · Шпанија         | 1:19:44 |
| Осака 2007. детаљи      | Џефересон Перез · Еквадор       | 1:22:20     | Пакуило Хернандез · Шпанија       | 1:22:40 | Хатем Гула · Тунис                   | 1:22:40 |
| Берлин 2009. детаљи     | [Ванг Хао · Кина                | 1:19:06     | Едер Санчез · Мексико             | 1:19:22 | Ђорђо Рубино · Италија               | 1:19:50 |
| Тегу 2011. детаљи       | Луис Фернандо Лопез · Колумбија | 1:20:38     | Ванг Жен · Кина                   | 1:20:54 | Ким Хјун-суб · Јужна Кореја          | 1:21:17 |
| Москва 2013. детаљи     | Чен Динг · Кина                 | 1:21:09     | Мигуел Ангел Лопез · Шпанија      | 1:21:21 | Жоао Вијеира · Португалија           | 1:22:05 |
| Пекинг 2015. детаљи     | Мигуел Ангел Лопез · Шпанија    | 1:19:14     | Ванг Жен · Кина                   | 1:19:29 | Бенџамин Торн · Канада               | 1:19:57 |
| Лондон 2017. детаљи     | Елдер Аревало · Колумбија       | 1:18:53     | Сергеј Широбоков · Русија*        | 1:18:55 | Кајо Бонфим · Бразил                 | 1:19:04 |
| Доха 2019. детаљи       | Тошиказу Јаманиши · Јапан       | 1:26:34     | Василиј Мизинов · Русија*         | 1:26:49 | Персеус Карлстрем · Шведска          | 1:27:00 |
| Јуџин 2022. детаљи      | Тошиказу Јаманиши · Јапан       | 1:19:07     | Коки Икеда · Јапан                | 1:19:14 | Персеус Карлстрем · Шведска          | 1:19:18 |
| Будимпешта 2023. детаљи | Алваро Мартин · Шпанија         | 1:17:32     | Персеус Карлстрем · Шведска       | 1:17:39 | Кајо Бонфим · Бразил                 | 1:17:47 |
| Токио 2025.             |                                 |             |                                   |         |                                      |         |

## Биланс медаља 20 км ходање за мушкарце
Стање након првенства 2023.
|     | Држава           |    |    |    |    |
| --- | ---------------- | -- | -- | -- | -- |
| 1.  | Шпанија          | 3  | 5  | 3  | 11 |
| 2.  | Италија          | 3  | 1  | 1  | 5  |
| 3.  | Еквадор          | 3  | 1  | -  | 4  |
| 4.  | Русија           | 2  | 4  | 2  | 8  |
| 5.  | Кина             | 2  | 2  | -  | 4  |
| 6.  | Мексико          | 2  | 1  | 1  | 4  |
| 7.  | Јапан            | 2  | 1  | -  | 3  |
| 8.  | Колумбија        | 2  | -  | -  | 2  |
| 9.  | Чехословачка     | -  | 2  | -  | 2  |
| 10. | Совјетски Савез  | -  | 1  | 2  | 3  |
| 10. | Шведска          | -  | 1  | 2  | 3  |
| 12. | Белорусија       | -  | -  | 2  | 2  |
| 12. | Бразил           | -  | -  | 2  | 2  |
| 14. | Тунис            | -  | -  | 1  | 1  |
| 14. | Јужна Кореја     | -  | -  | 1  | 1  |
| 14. | Португалија      | -  | -  | 1  | 1  |
| 14. | Канада           | -  | -  | 1  | 1  |
|     | Укупно 17 земаља | 19 | 19 | 19 | 57 |

## Напомена
*Освајачи сребрних медаља на Светским првенствима, руски ходачи Широбоков (2017) и Мизинов (2019) наступили су као независни такмичари.